# Metal Slug: 1st Mission
Metal Slug: 1st Mission est un jeu vidéo de type run and gun développé par Ukiyotei et édité par SNK en 1999 sur la console portable Neo-Geo Pocket Color. C'est une compilation des deux premiers épisodes de la série Metal Slug et Metal Slug 2,,,,,,.